# Cratón amazónico

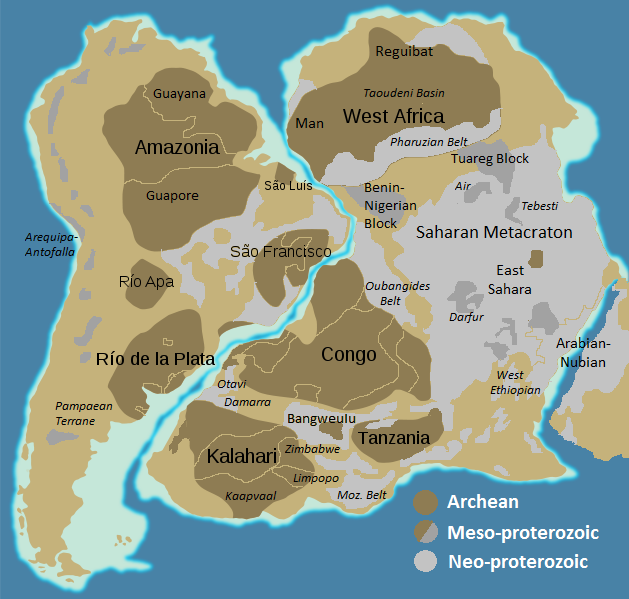
Ubicación aproximada de los cratones mesoproterozoicos (mayores de 1.3 Ga) en América del Sur y África. Otras versiones describen el Escudo Guayanés separado del Escudo Amazónico por una depresión.

El cratón amazónico, escudo amazónico o escudo brasileño es una provincia geológica ubicada en América del Sur. Ocupa una gran parte de la parte central, norte y este del continente. El escudo de Guayana y el escudo de Brasil Central (o escudo de Guaporé) constituyen respectivamente las partes exhumadas del cratón en el norte y en el sur. Entre los dos escudos se encuentra la cuenca sedimentaria del Amazonas, una zona de debilidad dentro del cratón. Cratones más pequeños de rocas precámbricas al sur del escudo amazónico son el cratón del Río de la Plata, y el cratón de São Francisco, que se encuentra al este.
El cratón del río Apa en la frontera Paraguay-Brasil se considera probablemente la parte sur del cratón amazónico. Las rocas del río Apa se deformaron durante la orogenia de Sunsás.
Se ha sugerido que durante el Mesoproterozoico temprano-Neoproterozoico tardío la orogenia sueconoruega en Fenoscandia podría haber sido causada por una colisión continental entre la Amazonia y Báltica. La pregunta está abierta si el terrano de Telemarkia en Noruega se derivó del cratón amazónico, sin embargo esta posibilidad no implica necesariamente que haya habido una colisión continental.